# HD 199955
HD 199955，又名BD+49 3426，SAO 33034、HR 8040，是一颗恒星，视星等为5.61，位于銀經90.11，銀緯3.06，其B1900.0坐标为赤經20h 55m 17.8s，赤緯+50° 3.06′ 25″。